# Starotjerkasskaja

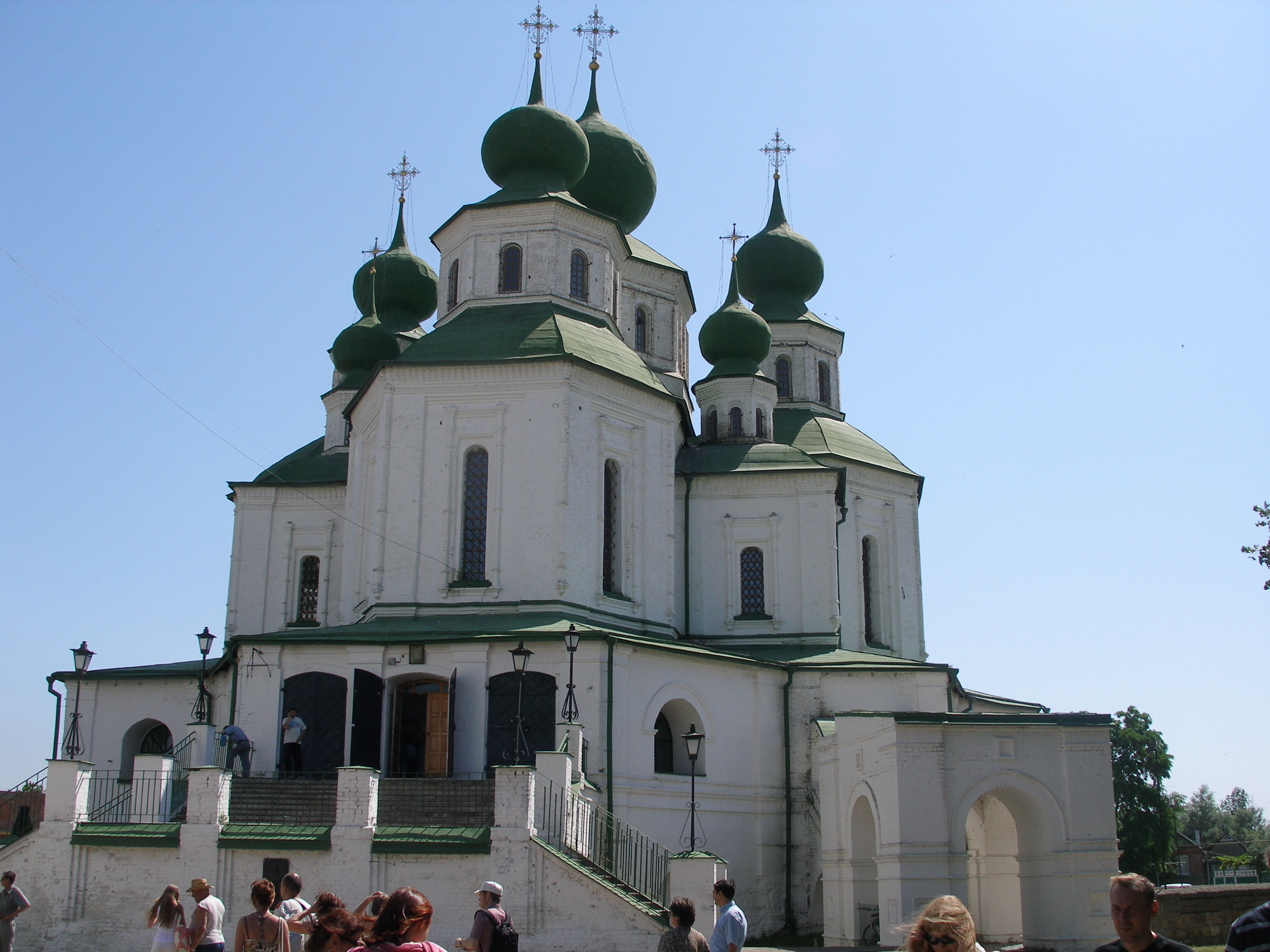
Uppståndelsekatedralen i donkosackernas Starotjerkasskaja.

Starotjerkasskaja (ryska: Старочерка́сская), tidigare Tjerkassk, är ett mindre samhälle (stanitsa) i Rostov oblast i södra Ryssland, med ursprung ifrån sent 1500-tal. Den är centralort i Starotjerkasskoje Selskoje Poselenije, en landsbygdpräglad administrativ enhet med totalt 3 389 invånare i början av 2015. Området är känt för att ha varit donkosackernas politiska och kulturella centra som huvudstad i Don Voisko oblast. I Starotjerkasskaja med omgivning finns det över 40 historiskt och kulturellt noterbara platser, inklusive Uppståndelsekatedralen som blev färdigställd 1719. Denna katedral är en symbol för donkosackernas huvudfäste och ursprung, där "uppståndelse" syftar på var allt en gång startade och var donkosackerna har sina rötter.